# Digital Audio Broadcasting
Pour les articles homonymes, voir DAB.

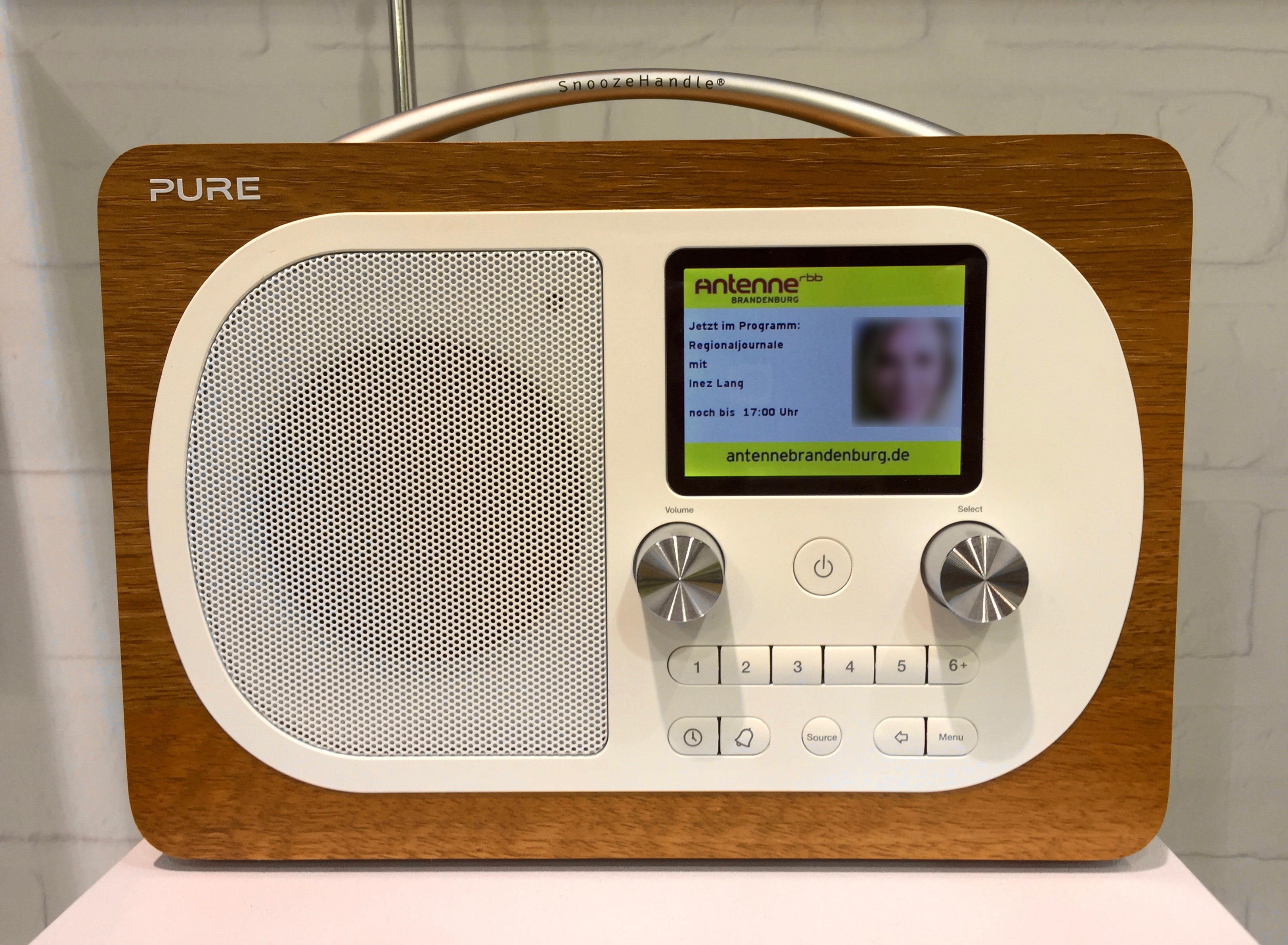
Un récepteur radio compatible DAB.

Le DAB pour digital audio broadcasting, ou en français radiodiffusion numérique ou système de radiodiffusion sonore numérique, est une norme de radiodiffusion numérique développée et standardisée initialement dans le cadre du projet européen EUREKA 147, exploitée sur plusieurs continents. La version améliorée du standard, appelée « DAB+ » est déployée depuis l'année 2007.
Les premières émissions régulières en DAB sont retransmises en 1995 par la station NRK Klassisk de la Société norvégienne de radiodiffusion (NRK) lancée le 1er juin ainsi que par les radios de la BBC et de la radio suédoise (SR) lancées le 27 septembre. Des récepteurs DAB sont disponibles dans de nombreux pays depuis la fin des années 1990. La norme DAB permet un rendement optimisé pour son exploitation du spectre d'émission par rapport à la radio FM analogique ; ce format peut donc offrir notamment plus de services radio pour une même largeur de bande donnée. Toutefois, la qualité du son peut être perçue comme sensiblement inférieure, dès lors que le débit binaire alloué à chaque programme audio et les traitements de correction de données ne sont pas adaptés ou sont insuffisants.

## Terminologie
En France, la radiodiffusion numérique est appelée « DAB » pour ne pas confondre avec la TNT car le standard DAB ne remplace pas la bande FM, pour éviter la confusion avec les émissions « radio » diffusées par internet, et pour utiliser la même appellation qu'en Europe et dans le reste du monde. Le DAB ne doit pas non plus être confondu avec la télévision par câble qui permet également d'écouter des chaînes de radio.

## Principales fonctionnalités et caractéristiques

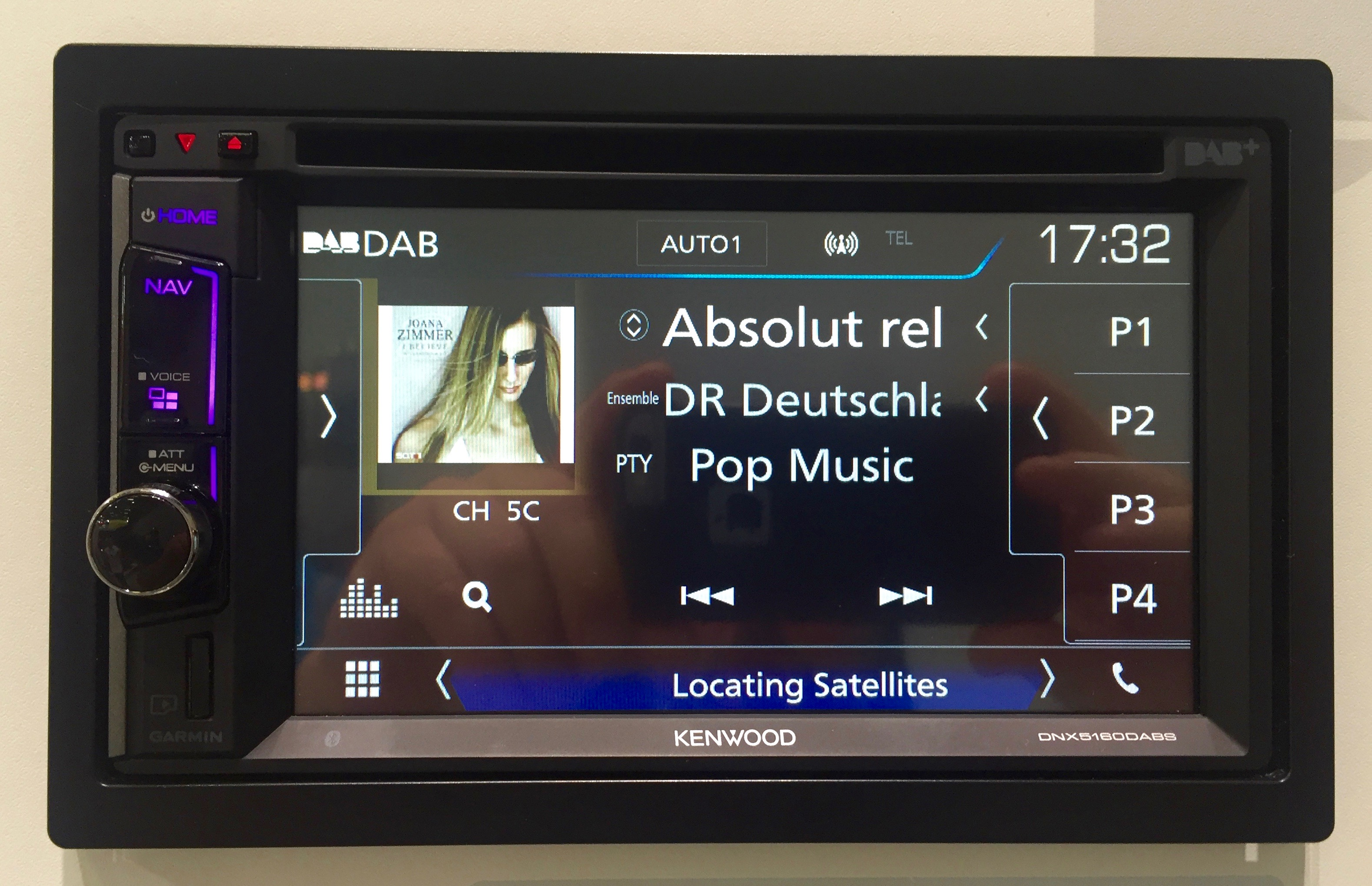
Un récepteur radio DAB+ pour voiture.

Le standard DAB permet la diffusion numérique de programmes radiophoniques, via les ondes hertziennes par voie terrestre ou par satellite. Dans de bonnes conditions de réception, la qualité est analogue à celle des baladeurs numériques ou des lecteurs de CD. Néanmoins, en fonction du taux de compression, la qualité diffère. Un rapport du CSA (en France) indique qu'avec le taux de compression et le débit de 80 kbit/s prévus en France, la qualité est seulement équivalente à celle de la FM.
Chaque programme peut être accompagné d'informations telles que son nom, le titre des émissions ou des morceaux diffusés à l'antenne, et même éventuellement des images et données supplémentaires. Un récepteur adapté doit être utilisé : les récepteurs de radio analogique AM et FM traditionnels ne peuvent décoder les données numériques du DAB.
Par rapport à la radio FM, le DAB offre un certain nombre d'avantages à ses auditeurs :
- absence de bruit de fond (« souffle ») dû à une réception moyenne ou aux perturbations ;
- possibilité de diffuser plus de stations ;
- établissement totalement automatique de la liste des stations par le récepteur ;
- données associées aux programmes potentiellement plus riches que celles offertes par le RDS : textes, images, informations diverses, sites web ;
- robustesse face aux perturbations lors d'utilisation en réception mobile (voiture, train) y compris à grande vitesse.

## Historique

Pénétration du DAB en 2018 :
Pays avec des émissions commerciales
Pays procédant à des essais
Pays intéressés
Pays ayant abandonné le DAB

Les premiers développements relatifs au DAB ont eu lieu en 1981 à l'Institut für Rundfunktechnik (IRT). Les premières démonstrations se sont tenues en 1985 à la Conférence mondiale des radiocommunications (CMR) de Genève. La norme a ensuite été développée à partir de 1987 dans le cadre du projet européen EUREKA 147, par un consortium regroupant des diffuseurs, constructeurs, centres de recherches et opérateurs. Le codec MPEG-1 Audio Layer II (en) (dit « MP2 ») a été développé dans le cadre de ce projet. Le DAB a été le premier standard à utiliser le procédé OFDM (orthogonal frequency-division multiplexing) qui s'est ensuite imposé dans le domaine de transmissions numériques à haut débit. Au début des années 1990, les choix du codec, des modes de modulation et des codes correcteurs d'erreur ont été arrêtés et la norme a été finalisée en 1993. La norme a été adoptée par l'ITU-R en 1994, l'Union européenne en 1995 et l'ETSI in 1997 (norme EN 300 401).
Des émissions pilotes ont commencé à partir de 1995 dans plusieurs pays. Le Royaume-Uni a été le premier pays à lancer un service commercial en DAB. Les premiers récepteurs ont été proposés à la vente en 1999 ; en 2001 l'offre à Londres comprend alors les stations de la BBC ainsi que cinquante stations privées.
Depuis 1997, le standard est maintenu par le forum WorldDAB (connu sous le nom de WorldDMB de 2007 à 2015).
En 2005, le WorldDAB a démarré des travaux visant à améliorer la norme initiale, en termes de codec audio et de codes correcteurs d'erreur. Cela a conduit au « DAB+ » en 2006, qui n'est pas un standard différent, mais un complément de la norme DAB, permettant d'utiliser le codec HE-AAC version 2 et des codes correcteurs de type Reed-Solomon. Ces améliorations permettent de transmettre plus de stations et/ou d'améliorer la qualité audio, et assurent une meilleure réception en présence de perturbations.
Une autre extension du DAB a été normalisée à l'ETSI : le Terrestrial Digital Multimedia Broadcasting (T-DMB). Ce standard permet la diffusion de télévision numérique à destination d'appareils mobiles. Il procède par encapsulation d'un flux MPEG-TS dans un canal de données DAB. Les codecs utilisés sont HE-AAC v2 pour l'audio et H.264 (MPEG-4 Part 10) pour la vidéo. Le présent article ne traite que du DAB/DAB+, pas du T-DMB.
Le WorldDAB organise divers événements afin de promouvoir la technologie DAB. L'assemblée générale du WorldDAB a lieu tous les ans. Des experts (plus de 200 en 2017) partagent leurs expériences et élaborent des stratégies de déploiement de la technologie. Depuis 2016, le WorldDAB organise annuellement un événement appelé « WorldDAB Automotive » afin de réunir les constructeurs automobiles, leurs fournisseurs et les radiodiffuseurs de toute l'Europe,, (sauf en 2020 en raison de la pandémie de Covid-19).

## Description technique
Les stations de radio sont regroupées en bouquets appelés ensembles ou multiplex. Un multiplex correspond globalement à un flux de données numériques, transmis par un émetteur DAB sur une fréquence donnée.

### Fréquences utilisées

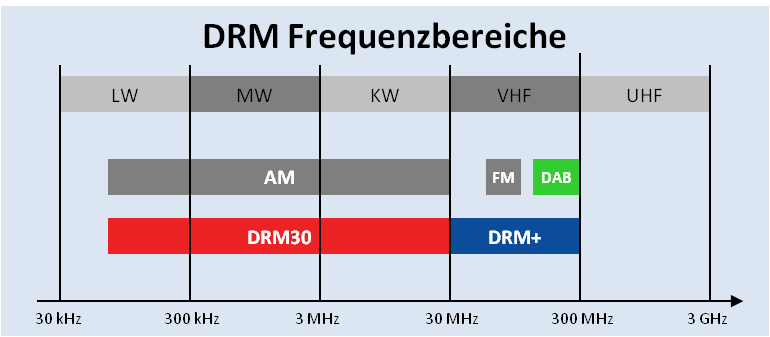
Plages

Selon les pays, la bande III en VHF (174–240 MHz) et la bande L en UHF (1 452–1 492 MHz) peuvent être allouées au DAB.
Le DAB est adapté aux réseaux à fréquence unique : tous les émetteurs d'une même région peuvent fonctionner sur la même fréquence. Ceci facilite la planification et permet la réutilisation des mêmes fréquences par des émetteurs adjacents.
| Canal | Fréquence (MHz) | Canalisation (MHz) |
| ----- | --------------- | ------------------ |
| 5A    | 174,928         | 1,536              |
| 5B    | 176,640         | 1,536              |
| 5C    | 178,352         | 1,536              |
| 5D    | 180,064         | 1,536              |
| 6A    | 181,936         | 1,536              |
| 6B    | 183,648         | 1,536              |
| 6C    | 185,360         | 1,536              |
| 6D    | 187,072         | 1,536              |
| 7A    | 188,928         | 1,536              |
| 7B    | 190,640         | 1,536              |
| 7C    | 192,352         | 1,536              |
| 7D    | 194,064         | 1,536              |
| 8A    | 195,936         | 1,536              |
| 8B    | 197,648         | 1,536              |
| 8C    | 199,360         | 1,536              |
| 8D    | 201,072         | 1,536              |
| 9A    | 202,928         | 1,536              |
| 9B    | 204,640         | 1,536              |
| 9C    | 206,352         | 1,536              |
| 9D    | 208,064         | 1,536              |
| 10A   | 209,936         | 1,536              |
| 10N   | 210,096         | 1,536              |
| 10B   | 211,648         | 1,536              |
| 10C   | 213,360         | 1,536              |
| 10D   | 215,072         | 1,536              |
| 11A   | 216,928         | 1,536              |
| 11N   | 217,088         | 1,536              |
| 11B   | 218,640         | 1,536              |
| 11C   | 220,352         | 1,536              |
| 11D   | 222,064         | 1,536              |
| 12A   | 223,936         | 1,536              |
| 12N   | 224,096         | 1,536              |
| 12B   | 225,648         | 1,536              |
| 12C   | 227,360         | 1,536              |
| 12D   | 229,072         | 1,536              |
| 13A   | 230,784         | 1,536              |
| 13B   | 232,496         | 1,536              |
| 13C   | 234,208         | 1,536              |
| 13D   | 235,776         | 1,536              |
| 13E   | 237,488         | 1,536              |
| 13F   | 239,200         | 1,536              |

### Modulation
Quatre modes de transmission sont définis, numérotés de I à IV :
- Mode I, pour la bande III, terrestre ;
- Mode II pour la bande L, terrestre et satellite ;
- Mode III pour les fréquences en dessous de 3 GHz, terrestre et satellite ;
- Mode IV pour la bande-L, terrestre et satellite.

La modulation utilisée est le DQPSK avec le procédé OFDM, ce qui fournit une bonne immunité à l'atténuation et aux interférences inter-symboles causées par les trajets multiples.
En mode I, la modulation OFDM est constituée de 1 536 porteuses. La période utile d'un symbole OFDM est 1 ms, donc chaque porteuse OFDM occupe une bande de 1 kHz de large. Un multiplex occupe en tout une largeur de bande de 1,536 MHz, soit le quart de la largeur de bande d'un émetteur de télévision analogique. L'intervalle de garde est de 246 µs, donc la durée totale d'un symbole est de 1,246 ms. La durée de l'intervalle de garde détermine la distance maximum entre des émetteurs qui font partie du même réseau à fréquence unique, soit ici environ 74 km.

### Correction d'erreur
Le code correcteur d'erreur détermine à quel point une émission pourra être reçue correctement, même lorsque les signaux sont affaiblis, par exemple loin de l'émetteur ou dans les bâtiments.
La première version du DAB utilise des codes convolutifs (en). Le niveau de redondance est plus important pour les parties du flux de données audio susceptibles de créer des perturbations audibles. Chaque opérateur peut choisir entre plusieurs « niveaux de protection » pour chaque service (voir ci-dessous), qui se caractérisent par des caractéristiques différentes du code correcteur utilisé. Il existe cinq niveaux de protection pour l'audio, quatre pour les données.
Le DAB+ introduit un codage de type Reed-Solomon utilisé « à l'intérieur » du flux déjà protégé par les codes convolutifs. Cette technique de correction d'erreur est beaucoup plus efficace que celle du DAB originel. Dans les mêmes conditions d'émission et de réception, certaines personnes qui rencontreraient des difficultés en DAB originel reçoivent un signal beaucoup plus robuste en DAB+.

### Flux binaire
Un multiplex transmet 864 « unités de capacité », dont le débit binaire dépend du niveau de protection choisi. Par exemple, le niveau 3 fournit un débit total par multiplex d'environ 1 184 kbit/s.
Le signal est composé d'un canal de signalisation nommé FIC (fast information channel) et d'un canal pour les programmes nommé MSC (main service channel).
Une redondance temporelle de 384 ms est incluse dans le transport des données, ce qui permet une excellente immunité aux chutes brutales de signaux lors de passages sous des trémies par exemple.

### Organisation en services
Le débit disponible dans un multiplex est réparti en services de plusieurs types :
- services primaires : les stations de radio principales ;
- services secondaires : par exemple, commentaires sportifs supplémentaires ;
- services de données : guide de programmes, diaporamas synchronisées avec les émissions, pages web et images, etc.

### Codec audio
La première version du DAB exploite uniquement le codec MPEG-2. La version DAB+ ajoute le codec HE-AACv2, aussi appelé « AAC+ », à 88 kbps l'équivalent du FM selon Arcom. Le HE-AACv2 est plus efficace que le MPEG-2, ce qui permet de diffuser beaucoup plus de stations par émetteur, ou bien d'augmenter considérablement la qualité audio à nombre de stations inchangé, ou bien de réaliser un compromis entre les deux.

## Offre radio proposée

### Approche globale
- Au 1er janvier 2017, selon le WorldDAB, le taux d'équipement de récepteurs DAB dans le monde est de plus de 53 millions en postes vendus[13].
- Au 15 juin 2017, la croissance des ventes de récepteurs DAB continue en Europe, avec notamment une croissance de 20 % en France et de 80 % en Belgique, sur un an[14].
- Au 27 juillet 2017, 56 % de la population européenne peut recevoir un signal en DAB+[15].
- Au 17 août 2017, GfK indique que les ventes de récepteurs DAB+ ont bondi de 30 % en un an, sur les neuf pays en Europe couverts par l'étude[16].
- Au 30 août 2017, en Europe, les principaux constructeurs automobiles proposent le DAB en première monte (98 % en Norvège, 87 % au Royaume-Uni, 66 % en Suisse)[17].
- À la fin-2018, le taux d'équipement des foyers est de 83 % en Norvège, 64 % au Royaume-Uni, 48 % en Australie et de 46 % au Danemark[18].
- Au 30 juin 2019, plus de 82 millions de récepteurs DAB/DAB+ ont été vendus en Europe et Asie-Pacifique, contre 71 millions un an plus tôt[19].
- À la fin-2019, l'étendue de la couverture du réseau DAB/DAB+ atteint plus de 95 % de la population en Norvège, Suisse, Danemark, Allemagne, Royaume-Uni, Pays-Bas et Belgique[20].
- Le 20 décembre 2020, tous les récepteurs radio des véhicules de classe M neufs vendus ou loués dans les pays de l'Union européenne devront être compatibles DAB+[21].

### Par pays

#### Allemagne
À la fin 2015, en Allemagne, 95 % de la population est couverte par le DAB+. Il y a deux multiplex nationaux (depuis le 5 octobre 2020) et différents multiplex régionaux.

#### Australie
Au 31 octobre 2018, le rapport du WorldDAB indique que 60 % des voitures neuves en Australie sont vendues avec un récepteur DAB.

#### Belgique
En Belgique, le service public a commencé la diffusion en DAB en 1997-1998. Fin 2015, 26 stations diffusent un signal numérique terrestre, 16 en DAB et 10 en DAB+, avec un taux de couverture de la population qui atteint 97 %. Le 15 novembre 2018, le DAB+ est officiellement lancé dans les régions wallonne et de Bruxelles-Capitale. Sur le plan technique, trois multiplex régionaux sont opérationnels, lesquels reprennent toutes les radios de service public francophone (RTBF), néerlandophone (VRT) et germanophone (BRF) et les radios privées comme Nostalgie, Radio Contact, Bel RTL, NRJ, FUN, Chérie FM, Sudradio etc. Certaines chaînes radio ne sont disponibles qu'en DAB+. Les radios DAB+ francophones de Belgique sont toutes en 96 kbit/s.

#### France
Des émissions expérimentales ont eu lieu en France depuis les années 1990. Profitant de la coupe du monde de football en 1998, le CSA octroie des fréquences DAB sur les villes organisatrices mais faute de récepteurs c’est un échec… Mais cet échec est plutôt salutaire, car il permet à la France de passer directement au DAB +. En 2007, le gouvernement a annoncé le lancement prochain de la radio numérique terrestre, à la norme T-DMB. Après divers atermoiements, et sous la pression d'un certain nombre d'acteurs, les pouvoirs publics ont finalement autorisé également l'emploi du DAB+ : le CSA décide à cette occasion que soit abandonnée la dénomination « RNT » au profit de la dénomination utilisée mondialement de « DAB+ ».
Le lancement officiel de la radio numérique terrestre a finalement eu lieu le 20 juin 2014. Ce sont alors les trois zones de Paris, Nice et Marseille qui sont couvertes par des bouquets incluant des programmes essentiellement locaux. Fin 2015, sur l'ensemble des zones couvertes, qui représentent 19 % de la population, 102 stations sont proposées. Une seule station émet en T-DMB, toutes les autres émettent en DAB+. La technologie numérique permet aux radios de diffuser des données en mode DLS (texte), et en mode MOT (petites images). En 2016, la plupart des stations de Radio France est disponible en DAB+ dans l'est parisien résolvant ainsi la couverture médiocre dans cette zone de Paris. Des bouquets en phase d'essai sont également disponibles à Nantes et Lyon.
Le 7 novembre 2017, depuis l'Assemblée générale du WorldDAB, le CSA français a fait savoir qu'il entend couvrir, en trois ans, la trentaine de villes de plus de 200 000 habitants. Le 11 janvier 2018, Nicolas Curien, membre du CSA, a affirmé que d'ici 2019, les 2⁄3 du territoire français serait couvert par la RNT. Concrètement, le 19 juin 2018 est la date retenue pour le lancement du déploiement du DAB+ en France, en commençant par les Hauts-de-France avec les villes de Lille, Calais, ou encore Dunkerque, en poursuivant ensuite par Lyon et le Grand Est (Strasbourg et Mulhouse) le 5 décembre 2018. En juillet 2019, le DAB+ démarre sa diffusion à Nantes, Saint-Nazaire et La Roche-sur-Yon. Enfin, en octobre 2019, la diffusion DAB+ démarre à Rouen et au Havre. Suivent ensuite Toulouse et Bordeaux en novembre 2020, portant la couverture du réseau à 30% du territoire français.
Cela étant, en juillet 2018, une étude montre que seulement 8 % des foyers français seraient équipés en postes aptes à recevoir le DAB+. Le 21 décembre 2019, l'intégration de la technologie DAB+ dans les récepteurs de radio proposés à la vente en France devient obligatoire, ce qui constitue une mesure essentielle pour permettre l'accélération du taux d'équipement des Français,.
Finalement, fin 1er semestre 2021, deux multiplex nationaux démarreront, permettant ainsi l'arrivée de 26 nouvelles radios à diffusion nationale.
D'ici fin 2021, grâce au calendrier de déploiement du DAB+ du CSA, ce seront tous les bassins de vie français de plus de 175 000 habitants qui seront couverts par le DAB+. Et en 2020 et 2023, cinquante nouveaux bassins de vie seront mis en appel par le CSA.

#### Irlande
En Irlande, 52 % de la population des villes principales est couverte par des émissions en DAB.

#### Monaco
Monaco dispose d'un multiplex de douze stations depuis 2014 qui couvre l'ensemble du territoire.

#### Pays-Bas
Le 17 juillet 2017, Broadcast Partners lance des émetteurs DAB+ à faible puissance sur le sol néerlandais, à la portée des bourses des petites radios locales.

#### Royaume-Uni
Au Royaume-Uni, le DAB est en progression constante, puisque :
- au premier trimestre 2010, il atteint 24 % de l'écoute de la radio ;
- en 2015, il représente 42 %[42] ;
- en 2017, il est de 47,2 % ;
- le 18 mai 2018, l'écoute numérique atteint une part de 50,9 %.

#### Suisse
L'offre DAB en Suisse est composée début 2015 de deux ou trois ensembles dans chaque région linguistique. La composition de chaque ensemble dépend de la région linguistique. Le premier ensemble diffuse un bouquet de douze à treize radios du service public (Société suisse de radiodiffusion et télévision). Il diffuse des radios aux normes DAB et DAB+, dont plusieurs ne sont pas disponibles en FM. Le 15 octobre 2009, un 2e ensemble mixte privé/public a été lancé en Suisse alémanique. Un ensemble similaire a vu le jour le 16 avril 2014 en Suisse romande. Progressivement depuis 2012, un 3e ensemble, comportant une quinzaine de stations, est créé par région, en commençant par la Suisse alémanique. En Suisse romande, il a vu le jour en mai 2014 à Genève et en septembre 2014 en Valais. Un 4e multiplex existe à Genève et Zurich.
Fin 2015, 99 % de la population est couverte. En tout 115 stations sont diffusées en DAB+ et encore 14 en DAB. Cependant, la Suisse a opté pour une transition totale vers le DAB+ et un arrêt de la diffusion FM entre août 2022 (radios publiques) et janvier 2023 (radios privées).
Au printemps 2020, en Suisse, la part des programmes de radio écoutés en mode numérique s'élève à 71 %, grâce notamment au DAB+ qui représente à lui seul 39 % du temps d'écoute de la radio, en progression constante. Le 20 décembre 2017, l'administration suisse a libéré un bloc de fréquences DAB+ supplémentaires pour chacune des régions alémanique, romande et italienne. En juin 2020, 96 % des véhicules neufs vendus en Suisse sont équipés de série d'un autoradio compatible DAB+.

## Fermeture des réseaux DAB
Cela a été le cas au Portugal et en Finlande.

## Fermeture des réseaux sur la bande FM

### Norvège
La Norvège est le premier pays à annoncer une extinction complète des stations nationales sur la bande FM. Cette mesure prend effet du 11 janvier 2017 au 13 décembre 2017. Les stations locales et quelques stations régionales vont continuer à diffuser en modulation de fréquence,.
Le calendrier de fermeture de la bande FM en 2017, qui fait partie de la transition vers la radio DAB, est le suivant :
| Comté(s)                                     | Stations                                  | Date         | Population (en milliers) |
| -------------------------------------------- | ----------------------------------------- | ------------ | ------------------------ |
| Nordland                                     | Toutes                                    | 11 janvier   | 240                      |
| Trøndelag, Møre og Romsdal                   | Stations de la NRK                        | 8 février    | 700                      |
| Trøndelag, Møre og Romsdal                   | P4, Radio Norge (en), stations régionales | 21 avril     | 700                      |
| Telemark, Buskerud, Hedmark, Oppland         | Stations de la NRK                        | 26 avril     | 825                      |
| Telemark, Buskerud, Hedmark, Oppland         | P4, Radio Norge (en), stations régionales | 16 juin      | 825                      |
| Sogn og Fjordane, Hordaland, Rogaland, Agder | Stations de la NRK                        | 21 juin      | 1 365                    |
| Sogn og Fjordane, Hordaland, Rogaland, Agder | P4, Radio Norge (en), stations régionales | 15 septembre | 1 365                    |
| Østfold, Vestfold, Oslo, Akershus            | Stations de la NRK                        | 20 septembre | 1 735                    |
| Østfold, Vestfold, Oslo, Akershus            | P4, Radio Norge (en), stations régionales | 8 décembre   | 1 735                    |
| Troms, Finnmark                              | Toutes                                    | 13 décembre  | 235                      |

### Autres pays
Le 31 décembre 2024 les chaînes FM émis par la Société suisse de radiodiffusion et télévision ont cessé d’émettre en Suisse. Les chaînes privées de radios suisses devraient également arrêter la diffusion FM entre fin 2025 et fin 2026. Toutefois, l'arrêt de la FM occasionne une perte immédiate d'environ 25% des auditeurs, plus marquée en Suisse romande qu'en Suisse alémanique, et amène les radios privées à demander une prolongation de la diffusion FM.
Le Danemark et la Suède ont envisagé une fermeture en 2022. La Suède a refusé. Pour ce qui concerne le Danemark, l'histoire s'accélère. En effet, le 23 avril 2018, le gouvernement danois a envisagé d'éteindre les réseaux FM en 2021, car le pays comptait déjà 36 % d'auditeurs sur le numérique. Mais il n'était pas possible avant 2023.
Le Royaume-Uni n'a pas annoncé de date pour une éventuelle fermeture. Le 18 mars 2018, Bob Shennan, directeur de la BBC, s'est exprimé sur le sujet, abandonnant l'idée de l'arrêt de la FM au profit du DAB+, pour l'instant.
Le 17 mai 2018, la Slovénie envisage la fin de la FM pour 2022, 70 % du pays étant déjà couvert par sept multiplex au standard DAB+.
Le 31 décembre 2021, la Radio tchèque a mis fin à ses émissions en ondes moyennes et longues (AM). Les auditeurs devront désormais passer aux ondes très courtes (FM), ou utiliser la radio numérique DAB+ ou la diffusion en ligne.
En Afrique, trois pays ont procédé à des tests en matière de radiodiffusion numérique terrestre. En effet, après l’Afrique du Sud et la Tunisie, l'Algérie est le troisième pays qui a assuré le lancement de la première station pilote TDA à Tamentfoust en Algérie permettant notamment d’assurer la migration de la diffusion de la radio analogique FM à la radio numérique terrestre (RNT). Depuis le 13 février 2018, cette station utilise la norme T-DAB+ pour assurer la diffusion d'un bouquet de quatre chaînes radio (Les chaînes I, II et III ainsi que Jil FM) qui sont diffusées dans le centre et l’est d’Alger, couvrant 68% de la population de la wilaya,.